# Белогуша завирушка
Белогуша завирушка (Prunella ocularis) е вид птица от семейство Завирушкови (Prunellidae).

## Разпространение и местообитание
Разпространен е в Азербайджан, Армения, Грузия, Израел, Индия, Ирак, Иран, Пакистан, Сирия и Турция.